# Some Great Reward
Some Great Reward (с англ. «Некая великая награда») — четвёртый студийный альбом британской группы Depeche Mode, вышедший 24 сентября 1984 года.

## Об альбоме
Звучание Some Great Reward ярко демонстрирует то, что музыка Depeche Mode всё в большей степени становится тёмной и мрачной. Общий тон текстов песен этого альбома менее зависел от слов, чем в Construction Time Again, за исключением хита «People Are People», в котором осуждался расизм. Однако со своими размышлениями о мире и жизни, Some Great Reward всё-таки стал более романтичным и интроспективным альбомом.
2 октября 2006 года альбом был переиздан в Великобритании, а 3 октября — в США.

## Список композиций
Релиз 1984 года
 Британский LP: Mute (каталожный номер: Stumm 19)
Слова и музыка всех песен — Мартин Гор, кроме указанных иначе. Дэвид Гаан — главный вокалист всех песен, кроме «It Doesn’t Matter» и «Somebody» которые спеты Мартином.
| №                   | Название            | Длительность |
| ------------------- | ------------------- | ------------ |
| 1.                  | «Something to Do»   | 3:45         |
| 2.                  | «Lie to Me»         | 5:04         |
| 3.                  | «People Are People» | 3:52         |
| 4.                  | «It Doesn’t Matter» | 4:45         |
| 5.                  | «Stories of Old»    | 3:12         |
| Общая длительность: | Общая длительность: | 20:38        |

| №                   | Название              | Автор(ы)            | Длительность  |
| ------------------- | --------------------- | ------------------- | ------------- |
| 1.                  | «Somebody»            |                     | 4:26          |
| 2.                  | «Master and Servant»  |                     | 4:13          |
| 3.                  | «If You Want»         | Алан Уайлдер        | 4:40          |
| 4.                  | «Blasphemous Rumours» |                     | 6:21          |
| Общая длительность: | Общая длительность:   | Общая длительность: | 19:40 (42:25) |

| №                   | Название              | Автор(ы)            | Длительность |
| ------------------- | --------------------- | ------------------- | ------------ |
| 1.                  | «Something to Do»     |                     | 3:47         |
| 2.                  | «Lie to Me»           |                     | 5:04         |
| 3.                  | «People Are People»   |                     | 3:52         |
| 4.                  | «It Doesn’t Matter»   |                     | 4:45         |
| 5.                  | «Stories of Old»      |                     | 3:14         |
| 6.                  | «Somebody»            |                     | 4:28         |
| 7.                  | «Master and Servant»  |                     | 4:12         |
| 8.                  | «If You Want»         | Алан Уайлдер        | 4:41         |
| 9.                  | «Blasphemous Rumours» |                     | 6:22         |
| Общая длительность: | Общая длительность:   | Общая длительность: | 40:25        |

| №                   | Название                                                      | Автор(ы)            | Длительность |
| ------------------- | ------------------------------------------------------------- | ------------------- | ------------ |
| 10.                 | «If You Want» (концерт в Базеле, 30 ноября 1984 года)         | Алан Уайлдер        | 5:15         |
| 11.                 | «People Are People» (концерт в Базеле, 30 ноября 1984 года)   |                     | 4:16         |
| 12.                 | «Somebody» (концерт в Ливерпуле, 29 сентября 1984 года)       |                     | 4:30         |
| 13.                 | «Blasphemous Rumours» (концерт в Базеле, 30 ноября 1984 года) |                     | 5:30         |
| 14.                 | «Master and Servant» (концерт в Базеле, 30 ноября 1984 года)  |                     | 5:33         |
| Общая длительность: | Общая длительность:                                           | Общая длительность: | 25:04        |

| №                   | Название                      | Автор(ы)            | Длительность |
| ------------------- | ----------------------------- | ------------------- | ------------ |
| 15.                 | «In Your Memory»              | Алан Уайлдер        | 4:06         |
| 16.                 | «(Set Me Free) Remotivate Me» |                     | 4:18         |
| 17.                 | «Somebody» (Remix)            |                     |              |
| Общая длительность: | Общая длительность:           | Общая длительность: | 12:45        |

Фильм о процессе создания альбома
| №   | Название                                                                      | Длительность   |
| --- | ----------------------------------------------------------------------------- | -------------- |
| 18. | «Depeche Mode 84 (You Can Get Away with Anything If You Give It a Good Tune)» | 29:20 (107:34) |

## Участники записи
- Дэйв Гаан — вокал, семплер
- Мартин Гор — клавишные, семплер, бэк-вокал, музыка/слова, вокал в «Somebody» и «It Doesn’t Matter»
- Алан Уайлдер — клавишные, пианино в «Somebody», семплер, программирование, бэк-вокал, музыка/слова, драм-машина
- Эндрю Флетчер — клавишные, семплер, бэк-вокал
- Продюсеры: Дэниел Миллер, Depeche Mode и Гарет Джонс
- Ассистенты инженера: Бен Уорд, Стефи Маркус и Колин МакМахон
- Фото: Брайан Гриффин
- Ассистент фотографа: Стюарт Грэхэм
- Стилист: Джекки Фрай

## Обложка
Автором обложки стал фотограф Брайан Гриффин, создавший множество обложек альбомов и фоторабот для Depeche Mode. На обложке альбома изображена пара на фоне заброшенного сталелитейного завода Round Oak Steelworks в английском городке Брайерли Хилл. Фотограф вырос поблизости и в детстве видел этот завод из окна. Завод был снесен в 1984 году, но часть завода, запечатленная на фото, до сих пор сохранилась.

## Позиции в чартах и сертификации
| Чарт (1984/85)    | Позиция в чарте |
| ----------------- | --------------- |
| Австралия         | 19              |
| Германия          | 3               |
| Нидерланды        | 18              |
| Швеция            | 7               |
| Швейцария         | 5               |
| Великобритания    | 5               |
| США Billboard 200 | 54              |

| Страна               | Сертификация | Продажи   |
| -------------------- | ------------ | --------- |
| Германия (BVMI)      | Золотая      | 250 000   |
| Великобритания (BPI) | Серебряная   | 60 000    |
| США (RIAA)           | Платиновая   | 1 000 000 |